# Kumsi, Shimoga
Kumsi là một làng thuộc tehsil Shimoga, huyện Shimoga, bang Karnataka, Ấn Độ.